# 2000 OH67
2000 OH 67 est un objet transneptunien faisant partie des cubewanos. 

## Caractéristiques
2000 OH67 mesure environ 211 km de diamètre.